# Rafalus karskii
Rafalus karskii är en spindelart som beskrevs av Prószynski 1999. Rafalus karskii ingår i släktet Rafalus och familjen hoppspindlar. Inga underarter finns listade i Catalogue of Life.